# Wilhelm Verbeek
Carl Heinrich Wilhelm (Willem) Verbeek (Hamburg, 7 juli 1797 - Zeist, 22 februari 1864) was fabrikant en raadslid en burgemeester van Rijsenburg.
Wilhelm Verbeek was de zoon van Hendrik 'Heinrich' Jan Verbeek (1769-1817) en Dorothea Henning (1772-1848). Vader Heinrich kwam uit de Duitse Herrnhutterkolonie Neudietendorf te Molsdorf in Thüringen. Om de dienstplicht tijdens de Franse tijd te ontlopen werd Wilhelm naar familie in Zeist gestuurd. Daar groeide hij op in de Herrnhutterskolonie bij zijn tante Christiane Salomé Verbeek en oom Jacob van Laer (1769-1824). Willem leerde hier Wilhelm met Maria Jacoba Anna Kelderman (1791 – 1852) kennen. Zij was de dochter van de drost van de heerlijkheid Zeist die voor haar trouwen in een zijvleugel van Slot Zeist woonde. Op 9 december 1818 trouwden zij in Zeist en vestigden zich in Rijsenburg. Op 8 maart 1825 werd Wilhelm Verbeek benoemd tot schout en secretaris van Rijsenburg. Op 8 september 1825 werd die functie omgezet in burgemeester van Rijsenburg, een functie die hij tot 1850 zou vervullen. 
In 1826 kocht hij op een veiling voor 6.750 gulden het buitenverblijf de "heere- en boerenplaats, genaamd de Groote en Kleyne Koppel" met bijbehorende gronden op de hoek van de Noordweg en de Kroostweg.  Later kocht hij er grond en een drietal daghuurderswoningen bij met de naam 'Het Klompje'. Op dit terrein sticht hij in 1841 langs de Grift een azijnfabriek. De acht kinderen van het echtpaar Verbeek-Kelderman groeiden op op "De Koppel". In 1832 werd hij benoemd tot gemeenteraadslid van Zeist. Na zijn aftreden in Rijsenburg werd die plaats samengevoegd met Driebergen.
Wilhelm Verbeek overleed op 66-jarige leeftijd. De buitenplaats 'Groote en Kleine Koppel' werd verkocht aan P.W. Janssen.